# Thomasomys vestitus
Thomasomys vestitus is een zoogdier uit de familie van de Cricetidae. De wetenschappelijke naam van de soort werd voor het eerst geldig gepubliceerd door Thomas in 1898.

## Voorkomen
De soort komt voor in Venezuela.